# Baseball-Bundesliga 2008

Deutscher Meister 2008: Buchbinder Legionäre

Die deutsche Baseballmeisterschaft 2008 startete am 5. April 2008 mit dem ersten Spieltag der 1. Baseball-Bundesliga Nord in die Saison, die Bundesliga Süd zog einen Tag später mit ihrem Saisonstart nach. Ihr Ende fand die Saison am 27. September 2008 in Regensburg mit dem fünften Spiel im Finale der deutschen Meisterschaft mit einem 10:0-Sieg der Regensburg Legionäre über die Mannheim Tornados, wodurch die Regensburger ihren ersten Meistertitel erringen konnten.

## Reguläre Saison
Die jeweils 8 Mannschaften der Bundesligen Nord und Süd spielten jeweils eine Heim- sowie eine Auswärtspartie gegeneinander und trugen ihre Begegnungen dabei als Doubleheader über jeweils neun Innings aus. Somit hatte jede Mannschaft nach der regulären Saison 28 Spiele absolviert, vier gegen jede andere Mannschaft ihrer Gruppe.

### 1. Bundesliga Nord
In der ersten Bundesliga Nord traten die Solingen Alligators zu einem Durchmarsch an; nach Ablauf der regulären Saison standen den 27 Siegen nur eine Niederlage gegenüber, die man am 22. Juni 2008 beim Vizemeister der Bundesliga Nord, den Paderborn Untouchables, mit 4:8 erleiden musste. Aber auch Paderborn verlor in der gesamten Saison nur seine drei Spiele gegen Solingen, sodass diese beiden Mannschaften sich deutlich vom Rest der Liga absetzen konnten.
Auf den Tabellenplätzen 3 bis 5 fanden sich mit den Cologne Cardinals, den Aufsteigern Dortmund Wanderers und den Bonn Capitals drei Mannschaften punktgleich wieder. Aufgrund des direkten Vergleichs mussten sich die Bonner mit dem fünften Platz zufriedengeben und verpassten damit die Play-offs. Ebenfalls in den Play-downs fanden sich abgeschlagen die Mannschaften der HSV Stealers, der Hannover Regents und der Neunkirchen Nightmares wieder.
Als Besonderheit der Bundesliga-Saison 2008 konnte Enorbel Marquez Ramirez, Pitcher der Solingen Alligators, am 25. Mai 2008 im ersten Spiel des Doubleheaders gegen die Bonn Capitals das erste Perfect Game über 9 Innings der Bundesliga-Geschichte erreichen.
Abschlusstabelle:
|    | Team                   | G  | V  | Pct. | GB |
| -- | ---------------------- | -- | -- | ---- | -- |
| 1. | Solingen Alligators    | 27 | 1  | .964 | 0  |
| 2. | Paderborn Untouchables | 25 | 3  | .893 | 2  |
| 3. | Cologne Cardinals      | 14 | 14 | .500 | 13 |
| 4. | Dortmund Wanderers     | 14 | 14 | .500 | 13 |
| 5. | Bonn Capitals          | 14 | 14 | .500 | 13 |
| 6. | HSV Stealers           | 8  | 20 | .286 | 19 |
| 7. | Hannover Regents       | 6  | 22 | .214 | 21 |
| 8. | Neunkirchen Nightmares | 4  | 24 | .143 | 23 |

### 1. Bundesliga Süd
Von Saisonbeginn an kristallisierte sich in der Bundesliga Süd ein Zweikampf zwischen den Heidenheim Heideköpfen und den Buchbinder Legionären heraus, den die Heideköpfe schlussendlich für sich entscheiden konnten, nachdem die Regensburger allerdings lange Zeit die Tabelle anführten. Dahinter folgten punktgleich die Mannheim Tornados und der Titelverteidiger Mainz Athletics; den direkten Vergleich konnten die Mannheimer dabei mit 3:1 für sich entscheiden. Wie im Vorjahr reichte es für die Saarlouis Hornets nicht für die Play-offs, sie nahmen aber die meisten Siege mit in die Play-downs, in denen sie auf die Haar Disciples, die Gauting Indians und den etwas abgeschlagenen Aufsteiger Neuenburg Atomics trafen.
Abschlusstabelle:
|    | Team                  | G  | V  | Pct. | GB |
| -- | --------------------- | -- | -- | ---- | -- |
| 1. | Heidenheim Heideköpfe | 23 | 5  | .821 | 0  |
| 2. | Buchbinder Legionäre  | 20 | 8  | .714 | 3  |
| 3. | Mannheim Tornados     | 18 | 10 | 643  | 5  |
| 4. | Mainz Athletics       | 18 | 10 | 643  | 5  |
| 5. | Saarlouis Hornets     | 11 | 17 | .393 | 12 |
| 6. | Haar Disciples        | 10 | 18 | .357 | 13 |
| 7. | Gauting Indians       | 8  | 20 | .286 | 15 |
| 8. | Neuenburg Atomics     | 4  | 24 | .143 | 19 |

## Play-downs

### Play-downs Nord
In den Play-downs der Bundesliga Nord stellen sich schnell geordnete Verhältnisse ein: schon nach dem ersten Spieltag haben die Bonn Capitals aufgrund ihres großen Vorsprungs aus der regulären Saison den Klassenerhalt perfekt gemacht, auch die HSV Stealers können aufgrund von 10:2 Siegen in den Play-downs schnell nachziehen. Am ersten Spieltag der Rückrunde sichern die Hannover Regents den Relegationsplatz, sodass die Neunkirchen Nightmares als Direktabsteiger schon drei Spiele vor Schluss feststehen.
Die Relegationspaarung zwischen den Hannover Regents gegen die Dohren Wild Farmers wurde nach dem ersten Spiel abgebrochen, da die Hannover Regents ihren Rückzug aus der Bundesliga verkündeten, gleichzeitig aber auch die Dohren Wild Farmers auf den nun kampflosen Aufstieg verzichteten. Einziger Aufsteiger sind nun die Pulheim Gophers, die hinter der nicht aufstiegsberechtigten zweiten Mannschaft von Paderborn Vizemeister der 2. Bundesliga Nord werden konnten.
Abschlusstabelle:
|    | Team                   | G  | V  | Pct. | GB |
| -- | ---------------------- | -- | -- | ---- | -- |
| 1. | Bonn Capitals          | 22 | 18 | .550 | 0  |
| 2. | HSV Stealers           | 18 | 22 | .450 | 4  |
| 3. | Hannover Regents       | 10 | 30 | .250 | 12 |
| 4. | Neunkirchen Nightmares | 6  | 34 | .150 | 16 |

### Play-downs Süd
Auch im Süden verändern die Play-downs nichts an der Tabellensituation und so können sich Saarlouis und Haar die Nichtabstiegsplätze sichern. Die Neuenburg Atomics werden zur Fahrstuhlmannschaft und steigen wieder direkt in die 2. Bundesliga ab. Die Gauting Indians müssen in die Relegation gegen die Bad Homburg Hornets, die sie klar mit 2:0 gewinnen und dadurch auch in der nächsten Saison in der 1. Bundesliga Süd an den Start gehen. Durch den Aufstiegsverzicht der Ladenburg Romans, Meister der 2. Bundesliga Süd, können die Bad Homburg Hornets aber noch als Nachrücker in die Bundesliga aufsteigen.
Abschlusstabelle:
|    | Team              | G  | V  | Pct. | GB |
| -- | ----------------- | -- | -- | ---- | -- |
| 1. | Saarlouis Hornets | 18 | 22 | .450 | 0  |
| 2. | Haar Disciples    | 18 | 22 | .450 | 0  |
| 3. | Gauting Indians   | 13 | 25 | .342 | 5  |
| 4. | Neuenburg Atomics | 6  | 32 | .158 | 11 |

## Play-offs

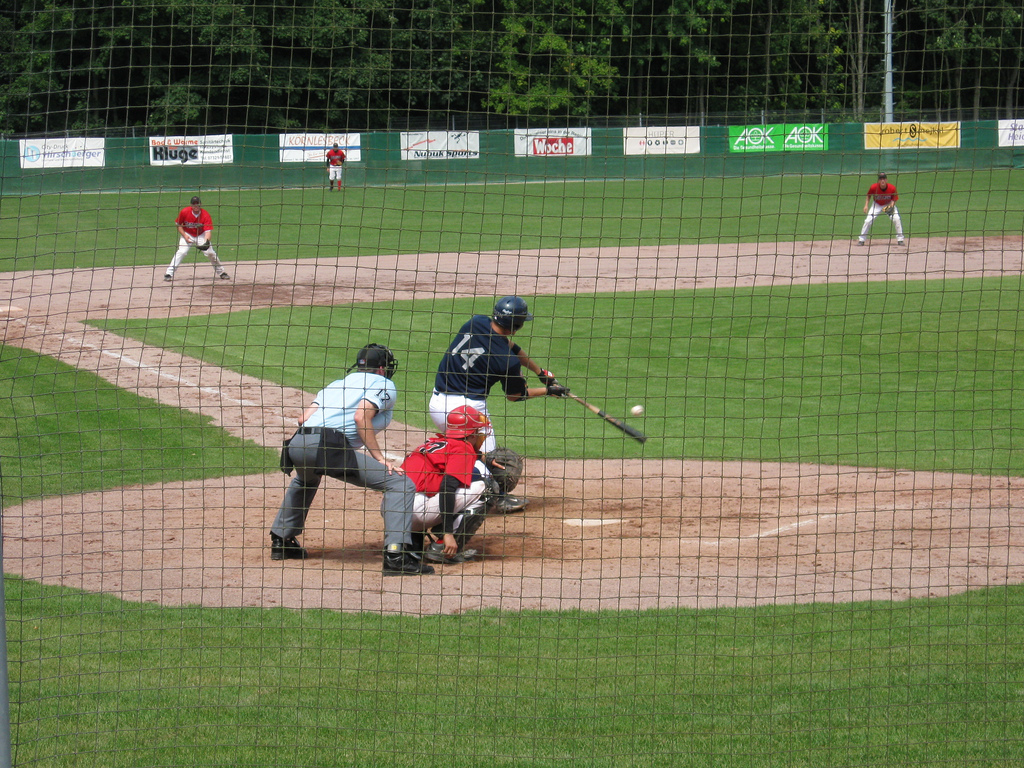
Heidenheims Simon Guehring at Bat im Viertelfinale gegen die Dortmund Wanderers.

Die Play-offs begannen mit den Viertelfinalpartien am 2. August 2008 und fanden mit dem letzten Spiel der Best-of-Five-Serie im Endspiel am 27. September 2008 ihr Ende.
Im Viertelfinale konnte sich dabei mit den Solingen Alligators nur eine Mannschaft aus der Bundesliga Nord durchsetzen, da die Mannheim Tornados sich gegen die höher eingeschätzten Paderborn Untouchables mit 3:2 durchsetzen konnten. Die Mannheimer konnten dabei im entscheidenden fünften Spiel erst im neunten Inning durch zwei Punkte einen knappen 9:8-Sieg erringen. Im Halbfinale gewannen die Buchbinder Legionäre und die Mannheim Tornados jeweils 3:0 gegen ihre Konkurrenten aus Solingen beziehungsweise Heidenheim und qualifizierten sich damit deutlich für das Endspiel. Den Mannheimern gelang dabei wiederum eine Überraschung gegen die höher eingeschätzten Heideköpfe, gegen die man in der regulären Saison zweimal einen Split erreichen konnte.
Im Finale gewannen die Mannschaften abwechselnd die Spiele. Die Legionäre gewannen die Auftaktpartie am 13. September 2008 mit 6:3, Mannheim konnte aber einen Tag später auf fremden Platz durch einen 12:5-Sieg den Ausgleich in der Serie wiederherstellen. Die beiden Spiele in Mannheim am 20. und 21. September 2008 wurden zeitgleich mit der deutschen Softballmeisterschaft 2008 ausgetragen, sodass das erste Spiel als Nightgame veranstaltet wurde, das die Gäste aus Regensburg mit 5:1 gewannen. Tags darauf zogen die Tornados mit einem 7:5-Sieg nach und erzwangen das entscheidende fünfte Finalspiel, das am 27. September 2008 ausgetragen wurde. Dieses Spiel war das deutlichste der Serie und ging mit 10:0 klar an die Hausherren, die damit ihren ersten Meistertitel feiern konnten.
Auf der Meisterfeier der Buchbinder Legionäre kam es in Regensburg zu tätlichen Auseinandersetzungen mit Anhängern des Fußballvereins SSV Jahn Regensburg.
Play-offs:
| Viertelfinale | Viertelfinale         | Viertelfinale         |    |                        | Halbfinale | Halbfinale | Halbfinale |  |  | Finale | Finale | Finale |
|               |                       |                       |    |                        |            |            |            |  |  |        |        |        |
| N1            | Solingen Alligators   | 3                     |    |                        |            |            |            |  |  |        |        |        |
| S4            | Mainz Athletics       | 1                     |    |                        |            |            |            |  |  |        |        |        |
| S4            | Mainz Athletics       | 1                     | N1 | Solingen Alligators    | 0          |            |            |  |  |        |        |        |
|               |                       |                       | N1 | Solingen Alligators    | 0          |            |            |  |  |        |        |        |
|               | S2                    | Buchbinder Legionäre  | 3  |                        |            |            |            |  |  |        |        |        |
| S2            | S2                    | Buchbinder Legionäre  | 3  | Buchbinder Legionäre   | 3          |            |            |  |  |        |        |        |
| S2            |                       |                       |    | Buchbinder Legionäre   | 3          |            |            |  |  |        |        |        |
| N3            | Cologne Cardinals     | 0                     |    |                        |            |            |            |  |  |        |        |        |
| N3            | Cologne Cardinals     | 0                     | S2 | Buchbinder Legionäre   | 3          |            |            |  |  |        |        |        |
|               |                       |                       |    | Buchbinder Legionäre   | 3          |            |            |  |  |        |        |        |
|               | S3                    | Mannheim Tornados     | 2  |                        |            |            |            |  |  |        |        |        |
| N2            | S3                    | Mannheim Tornados     | 2  | Paderborn Untouchables | 2          |            |            |  |  |        |        |        |
| N2            |                       |                       |    | Paderborn Untouchables | 2          |            |            |  |  |        |        |        |
| S3            | Mannheim Tornados     | 3                     |    |                        |            |            |            |  |  |        |        |        |
| S3            | Mannheim Tornados     | 3                     | S3 | Mannheim Tornados      | 3          |            |            |  |  |        |        |        |
|               |                       |                       | S3 | Mannheim Tornados      | 3          |            |            |  |  |        |        |        |
|               | S1                    | Heidenheim Heideköpfe | 0  |                        |            |            |            |  |  |        |        |        |
| N4            | S1                    | Heidenheim Heideköpfe | 0  | Dortmund Wanderers     | 0          |            |            |  |  |        |        |        |
| N4            |                       |                       |    | Dortmund Wanderers     | 0          |            |            |  |  |        |        |        |
| S1            | Heidenheim Heideköpfe | 3                     |    |                        |            |            |            |  |  |        |        |        |